# Omer Bartov

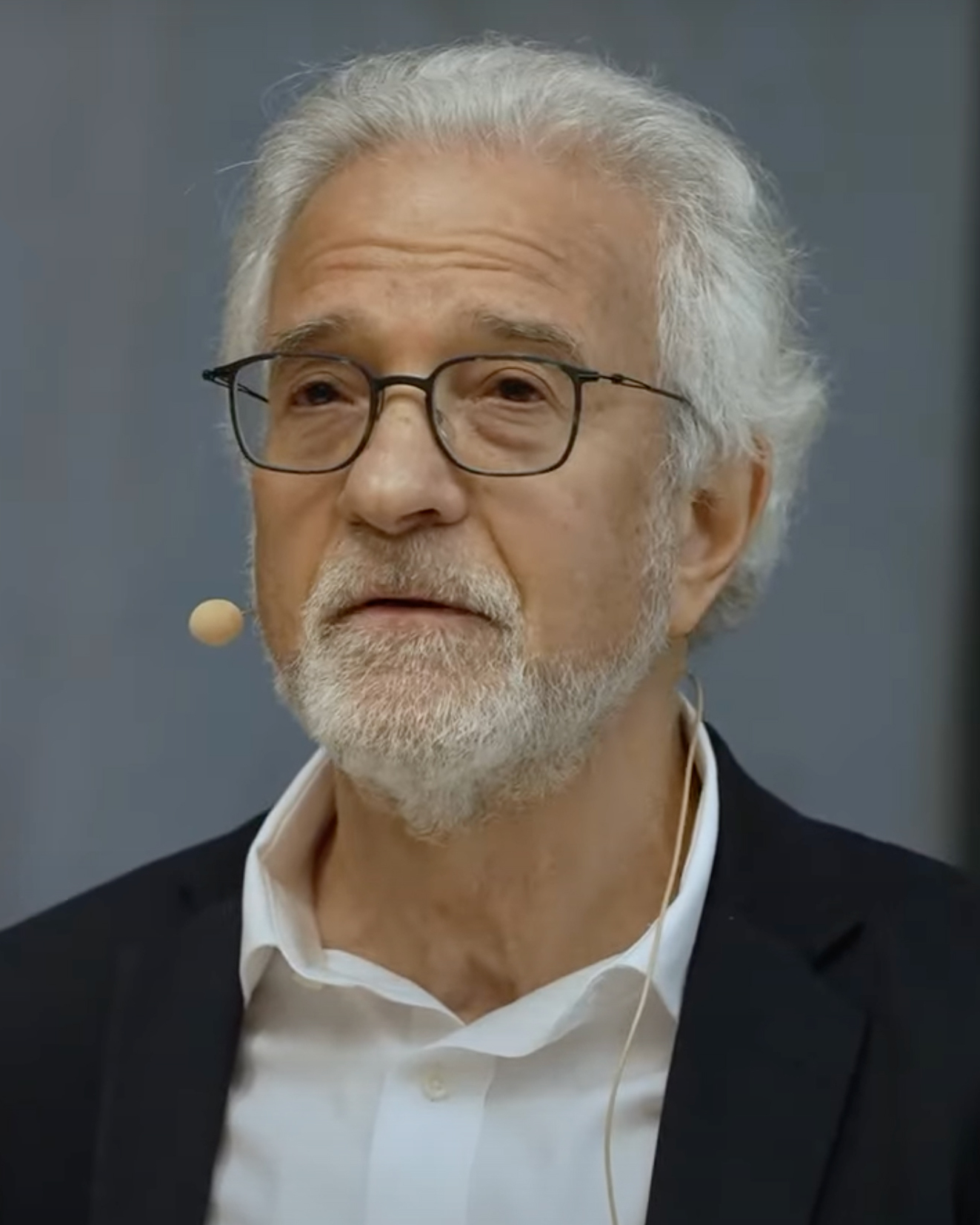
Omer Bartov (2022)

Omer Bartov (hebräisch עֹמֶר בַּרְטוֹב; * 1954 in En HaChoresch, Israel) ist Historiker und Professor für Holocaust- und Völkermordstudien an der Brown University in Providence, Rhode Island, USA. Bartov gehört zu den weltweit führenden Holocaust-Forschern und gilt als maßgebender Experte für Völkermordstudien; er ist Autor zahlreicher Bücher zur Thematik.

## Jugend und Ausbildung
Omer Bartov wurde 1954 im Kibbuz En HaChoresch als Sohn des Schriftstellers Chanoch Bartov geboren. Er wuchs in Tel Aviv auf und besuchte dort das Neue Gymnasium. Nach Beendigung seiner schulischen Ausbildung absolvierte er das israelische Militär und wurde im Jahre 1973 zum Offizier befördert. Nach vier Jahren quittierte er den Militärdienst und begann ein Geschichtsstudium an der Universität Tel Aviv, das er im Jahre 1979 summa cum laude abschloss. Anschließend setzte Bartov sein Studium am St Antony’s College in Oxford fort, das er 1983 mit der Promotion über den deutschen Krieg gegen die Sowjetunion beendete.

## Forschung und Lehrtätigkeit
Nach Abschluss seines Studiums lehrte Bartov zunächst an den amerikanischen Universitäten in Princeton und Harvard. Danach wechselte er 1985 als Alexander-von-Humboldt-Stipendiat an das Militärgeschichtliche Forschungsamt nach Freiburg, wo er auf Manfred Messerschmidt traf. Die Zusammenarbeit mit Messerschmidt und vor allem dessen Studie Die Wehrmacht und der NS-Staat prägten Bartov in seiner weiteren Arbeit. Heute forscht und lehrt Professor Bartov an der Brown University, Rhode Island.
Seine eigene Forschungstätigkeit konzentrierte Bartov zunächst ebenfalls auf die Gleichschaltung der deutschen Wehrmacht im Dritten Reich, ehe er sich mit den Kriegsverbrechen der Wehrmacht in Osteuropa beschäftigte. Später untersuchte er Verbindungen zwischen den Auswirkungen des Ersten Weltkrieges und den rassistischen Verbrechen im Zweiten Weltkrieg sowie die Geschichte und die Hintergründe des Holocaust.
Bartov arbeitete an einem Projekt (Arbeitstitel Buczacz: The Life and Death of a Multiethnic Town) mit dem Ziel, gruppendynamische Prozesse zu analysieren, die ethnisch motivierten Gräueltaten zu Grunde liegen. In Butschatsch, dem Geburtsort seiner Mutter, wurden ethnische Säuberungen durch das nationalsozialistische Deutschland und später durch ukrainische Nationalisten begangen. 2007 erschien sein Buch Erased: Vanishing Traces of Jewish Galicia in Present-Day Ukraine.

## Politisches Engagement
Bartov ist Mitverfasser der Petition „The Elephant in the Room. Jews Fight for Justice“ von August 2023, die von rund 2900 Personen, darunter zahlreichen meist jüdischen Wissenschaftlern, Geistlichen und Personen des öffentlichen Lebens aus Israel und den USA unterzeichnet wurde. Nach dieser Petition werde es „für Juden in Israel keine Demokratie geben, solange Palästinenser unter einem Apartheidregime, als das es israelische Juristen charakterisiert haben, leben“.
Er ist Mitverfasser (zusammen mit Shira Klein) der „Petition Response to October 7“ vom Oktober 2023, die Israel vor dem Hintergrund des Terrorangriffs der Hamas das Selbstverteidigungsrecht einräumt, aber gleichzeitig zum Ende der Gewalt in Gaza und zu einem Ende des Siedlungsbaus in den Palästinensischen Autonomiegebieten aufruft.

## Positionen

### Zum russischen Überfall auf die Ukraine
Bartov, dessen Mutter aus Butschatsch in der heutigen Ukraine stammte, sprach sich Ende Juli 2022, nach dem russischen Überfall auf die Ukraine, für Waffenlieferungen an die Ukraine aus. Die Ukraine sei das „Gegenbeispiel für Putin [...], für das, was er nicht will“. Sie habe eine Kultur und Sprache, die „ganz nah an Russland“ seien, sei aber ein demokratischer Staat. Putins Begründung, die Ukraine zu entnazifizieren, bezeichnete er als „Lüge“.

### Zum Krieg in Israel und Gaza 2023
Am 10. November 2023 äußerte sich Bartov in einem Artikel für The New York Times zur Frage des Völkermordvorwurfs, der im Zuge des Kriegs in Israel und Gaza 2023 gegen Israel erhoben wurde. Dabei trennte Bartov das Kriegsverbrechen ethnischer Säuberungen von dem des Völkermordes. Nach Bartovs Sicht zum damaligen Zeitpunkt erfüllten die Ereignisse zwar den Tatbestand des Völkermordes nicht, doch warnte er davor, dass Äußerungen israelischer Politiker und Militärs, die auf eine „genozidale Absicht“ hindeuten, in Taten umschlagen könnten. Bartov zog dabei die Parallele zum Holocaust, bei dem das ursprüngliche Ziel der Nationalsozialisten, die europäischen Juden zu deportieren, sich schließlich in einen Genozid gewandelt hatte.
Bartov bezog sich auf verschiedene Äußerungen, wie etwa von Israels Ministerpräsident Benjamin Netanjahu, der unter anderem den Krieg in Gaza mit der biblischen Aufforderung zur völligen Vernichtung des Volkes der Amalekiter in Verbindung brachte (Deuteronomium 25,17-19 ). Der pensionierte israelische Generalmajor Giora Eiland erklärte: „Der Staat Israel hat keine andere Wahl, als Gaza zu einem Ort zu machen, der vorübergehend oder dauerhaft unbewohnbar ist. […] Die Schaffung einer schweren humanitären Krise in Gaza ist ein notwendiges Mittel, um das Ziel zu erreichen.“ Der israelische Verteidigungsminister Joaw Galant erklärte: „Wir kämpfen gegen menschliche Tiere, und wir handeln entsprechend“. Bartov wertet diese Aussage als Hinweis auf eine Dehumanisierung mit „genozidalen Echos“.
Bartov resümiert: „Und so können wir zwar nicht behaupten, dass das Militär explizit auf palästinensische Zivilisten abzielt, funktional und rhetorisch betrachtet könnten wir jedoch Zeugen einer ethnischen Säuberungsaktion sein, die sich schnell zu einem Völkermord entwickeln könnte, wie es in der Vergangenheit mehr als einmal geschehen ist. [...]. Wenn wir wirklich glauben, dass uns der Holocaust eine Lektion darüber erteilt hat, wie wichtig – oder wirklich, wie notwendig – es ist, unsere eigene Menschlichkeit und Würde zu bewahren, indem wir die der anderen schützen, ist jetzt die Zeit, aufzustehen und unsere Stimmen zu erheben, bevor die Führung Israels es und seine Nachbarn in den Abgrund stürzt. Es gibt immer noch Zeit, Israel davon abzuhalten, dass seine Handlungen zu einem Völkermord werden. Wir können keinen Moment länger warten.“
Im November 2023 appellierte Bartov neben anderen Historikern und Erstunterzeichnern eines Offenen Briefes, den Terrorangriff der Hamas nicht mit dem Holocaust zu vergleichen. Dies würde die „Ursachen der Gewalt in Israel-Palästina“ verzerren und antiarabischen Rassismus fördern.
Im August 2024 schrieb Bartov in The Guardian, seit spätestens Mai 2024 sei es nicht mehr möglich zu leugnen, dass Israel im Gazastreifen „systematische Kriegsverbrechen, Verbrechen gegen die Menschlichkeit und völkermörderische Handlungen“ begangen habe. Im selben Artikel beschrieb Bartov von ihm bemerkte Parallelen zwischen israelischen Denkweisen über Palästinenser, die er unlängst bei einem Besuch in Israel beobachtet hätte, und dem Feindbild, das deutsche Soldaten im Zweiten Weltkrieg gegenüber russischen Juden und Kommunisten gehabt hätten. Laut eines Interviews im November 2024 sei der Vorwurf des Völkermords für Bartov inzwischen nachvollziehbarer, da eine mögliche Absicht sowohl in Taten als auch Worten der israelischen Regierung nachvollziehbar sei.
Am 28. Januar 2025, Internationaler Tag des Gedenkens an die Opfer des Holocaust, veröffentlichte Der Spiegel ein Gespräch mit Bartov. Bartov antwortete auf die Frage, ob „der Holocaust den Israelis nicht als Lehre der Menschlichkeit“ gedient habe, mit dem Satz „Im Gegenteil, er dient als Lehre der Unmenschlichkeit. Um es ganz deutlich zu sagen, der Holocaust dient den jüdischen Israelis dazu, sich selbst als außerhalb jeglicher moralischer und ethischer Grenzen, die für andere Menschen gelten, zu begreifen.“ Er sah in Gaza „ein Muster, das auf einen Völkermord hindeutet“ und „etliche Belege von absichtlicher Zerstörung“. Der israelische Botschafter Ron Prosor in Deutschland warf dem Spiegel vor, am Tag des Gedenkens an die Opfer des Holocaust einem Antisemiten eine Bühne geboten zu haben. Er bezeichnete Bartov als einen „von Selbsthass zerfressenen“ Israeli und seine Äußerung sei „weder das erste Mal noch Zufall“. Prosor behauptete, Bartov gehöre „dem altbekannten Chor aus von Selbsthass zerfressenen Israelis und antisemitischen Juden“ an. Bartov entgegnete gegenüber Welt und auf X: Er sorge sich nicht um die „persönlichen Angriffe“ des Botschafters – allerdings laufe dessen Logik darauf hinaus, dem israelischen Staat eine „Carte blanche“ dafür auszustellen, „mit seinen echten oder imaginierten Feinden zu tun, was man will“. Prosor ergehe sich „in der üblichen Diffamierung von Kritikern der israelischen Politik“ und spiele außerdem eine „kleine, aber notwendige“ Rolle in der „Demontage humanitärer Standards“, für die „wir alle den Preis zahlen werden“.
Am 15. Juli 2025 veröffentlichte Bartov einen weiteren Artikel in der New York Times. Unter dem Titel: „Ich bin Genozid-Forscher. Ich erkenne einen Völkermord, wenn ich ihn sehe“ konstatierte er, dass die Schlussfolgerung, Israel begehe einen Völkermord an den Palästinensern, nun „unausweichlich“ sei. Das sei inzwischen auch die Meinung von immer mehr Völkermord- und Völkerrechtsexperten. Die fortgesetzte Leugnung dieser Kategorisierung werde nicht nur den Menschen in Gaza und Israel, sondern auch dem Völkerrechtssystem, das nach den Schrecken des Holocaust geschaffen wurde und solche Gräueltaten für immer verhindern sollte, enormen Schaden zufügen. Es bedrohe „die Grundlagen der moralischen Ordnung, auf die wir alle angewiesen sind“.

## Stipendien und Auszeichnungen
Aufgrund seiner wissenschaftlichen Leistungen erhielt Omer Bartov diverse Stipendien und Auszeichnungen. Dies waren unter anderem:
- Berlin-Preis-Stipendiat der American Academy in Berlin (2007)
- Ernennung zum Mitglied der American Academy of Arts and Sciences (2005)
- Stipendiat am Zentrum für erweiterte Verhaltensforschung in Stanford, Kalifornien (Jahr?)
- John-Simon-Guggenheim-Stipendiat (2003–2004)
- Stipendiat des Radcliffe-Instituts, Harvard-Universität (2002–2003)
- Forschungsstipendium der National Endowment of the Humanities (1996–1997)
- Fraenkel Prize in Contemporary History des Instituts für Zeitgeschichte (1995)
- Directeur d'études am Maison des Sciences de l'Homme, Paris (1990)

## Veröffentlichungen (Auswahl)
- The Eastern Front, 1941–1945. German troops and the barbarisation of warfare. 2. ed., Basingstoke, Hampshire: Palgrave, 2001. ISBN 0-333-94944-7
- Historians on the Eastern Front – Andreas Hillgruber and Germany's Tragedy, Seiten 325–345 im Tel Aviver Jahrbuch für deutsche Geschichte, 16. Ausgabe, 1987.
- Murder in our midst. The Holocaust, industrial killing, and representation. New York; Oxford: Oxford Univ. Press, 1996. ISBN 0-19-509847-1.l
- Hitlers Wehrmacht. Soldaten, Fanatismus und die Brutalisierung des Krieges. Deutsch von Karin Miedler und Thomas Pfeiffer. Rowohlt, Reinbek bei Hamburg 1995, ISBN 978-3-498-00587-0. (Originaltitel: Hitler's Army, Oxford University Press, New York 1991.)
- Mirrors of Destruction. War, genocide, and modern identity. Oxford Univ. Press, New York 2002. ISBN 0-19-507723-7.
- Germany's War and the Holocaust. Disputed histories. Ithaca, NY: Cornell Univ. Press, 2003. ISBN 0-8014-8681-5
- The Holocaust as ‚Leitmotif‘ of the Twentieth Century. In: Zeitgeschichte. 31. Jahrgang, Nr. 5, (2004), S. 315–326.[17]
- The ‚Jew‘ in Cinema. From ‚The Golem‘ to ‚Don't touch my Holocaust‘. Bloomington, Ind.: Indiana Univ. Press, 2005. ISBN 0-253-21745-8
- Erased. Vanishing Traces of Jewish Galicia in Present-Day Ukraine. Princeton, NJ: Princeton Univ. Press, 2007. ISBN 978-0-691-13121-4. Paperback (2015) ISBN 978-0-691-16655-1.
- Anatomy of a Genocide: The Life and Death of a Town Called Buczacz. Simon & Schuster, New York 2018 ISBN 1-4516-8453-3
  - Anatomie eines Genozids – Vom Leben und Sterben einer Stadt namens Buczacz. Übersetzung Anselm Bühling. Suhrkamp Verlag, Berlin 2021, ISBN 978-3-633-54309-0.[18]
- What I Believe as a Historian of Genocide. In: New York Times, 10. November 2023.
- As a former IDF soldier and historian of genocide, I was deeply disturbed by my recent visit to Israel The Guardian, 13. August 2024.
- Omer Bartov, Genozid, Holocaust und Israel-Palestina. 1. Auflage Jüdischer Verlag, April 2025. ISBN 978-3-633-54335-9.